# Менвілл (Вайомінг)
Менвілл (англ. Manville) — місто (англ. town) в США, в окрузі Найобрара штату Вайомінг. Населення — 92 особи (2020).

## Географія
Менвілл розташований за координатами 42°46′46″ пн. ш. 104°37′3″ зх. д. / 42.77944° пн. ш. 104.61750° зх. д. (42.779448, -104.617446).  За даними Бюро перепису населення США в 2010 році місто мало площу 0,70 км², уся площа — суходіл.

## Демографія
Згідно з переписом 2010 року, у місті мешкало 95 осіб у 48 домогосподарствах у складі 30 родин. Густота населення становила 135 осіб/км².  Було 55 помешкань (78/км²).
Расовий склад населення:
| - 96,8 % — білих - 1,1 % — корінних американців |

До двох чи більше рас належало 2,1 %. Іспаномовні складали 5,3 % від усіх жителів.
За віковим діапазоном населення розподілялося таким чином: 17,9 % — особи молодші 18 років, 43,2 % — особи у віці 18—64 років, 38,9 % — особи у віці 65 років та старші. Медіана віку мешканця становила 55,2 року. На 100 осіб жіночої статі у місті припадало 120,9 чоловіків;  на 100 жінок у віці від 18 років та старших — 105,3 чоловіків також старших 18 років.
Цивільне працевлаштоване населення становило 10 осіб. Основні галузі зайнятості: науковці, спеціалісти, менеджери — 40,0 %, публічна адміністрація — 20,0 %, роздрібна торгівля — 10,0 %, інформація — 10,0 %.
За даними перепису 2000 року,
на території муніципалітету мешкало 101 людей, було 49 садиб та 32 сімей.
Густота населення становила 139,3 осіб/км². Було 54 житлових будинків.
З 49 садиб у 18,4% проживали діти до 18 років, подружніх пар, що мешкали разом, було 59,2 %,
садиб, у яких господиня не мала чоловіка — 4,1 %, садиб без сім'ї — 32,7 %.
Власники 28,6 % садиб мали вік, що перевищував 65 років, а в 16,3 % садиб принаймні одна людина була старшою за 65 років.
Кількість людей у середньому на садибу становила 2,06, а в середньому на родину 2,52.
Середній річний дохід на садибу становив 15 833 доларів США, а на родину — 28 750 доларів США.
Чоловіки мали дохід 41 250 доларів, жінки — 21 250 доларів.
Дохід на душу населення був 11 386 доларів.
Приблизно 10,5 % родин та 13,6 % населення жили за межею бідності.
Серед них осіб понад 65 років — 26,7 %.
Середній вік населення становив 58 років.